# Батьки, сім'ї та друзі лесбійок і геїв
 «Батьки, сім'ї та друзі лесбійок і геїв» (англ. PFLAG - Parents, Families, and Friends of Lesbians and Gays) — некомерційна організація, що об'єднує членів сімей лесбійок, геїв, бісексуальних людей, транссексуал ів, а також їхніх друзів. Національний офіс розташований у  Вашингтоні

## Цілі
Мета PFLAG — зміцнення здоров'я та благополуччя ЛГБТ — осіб, активна підтримка їх сімей і друзів за допомогою освітніх та пропагандистських програм. У діяльності PFLAG виділяються три основні напрямки:
- Допомога ЛГБТ-особам в подоланні негативної реакції суспільства на їхній спосіб життя
- Освіта та просвітницькі програми для погано інформованої громадськості
- Боротьба проти дискримінації ЛГБТ, рух за забезпечення рівних прав громадян, незалежно від їх сексуальної орієнтації.[9]

## Історія створення

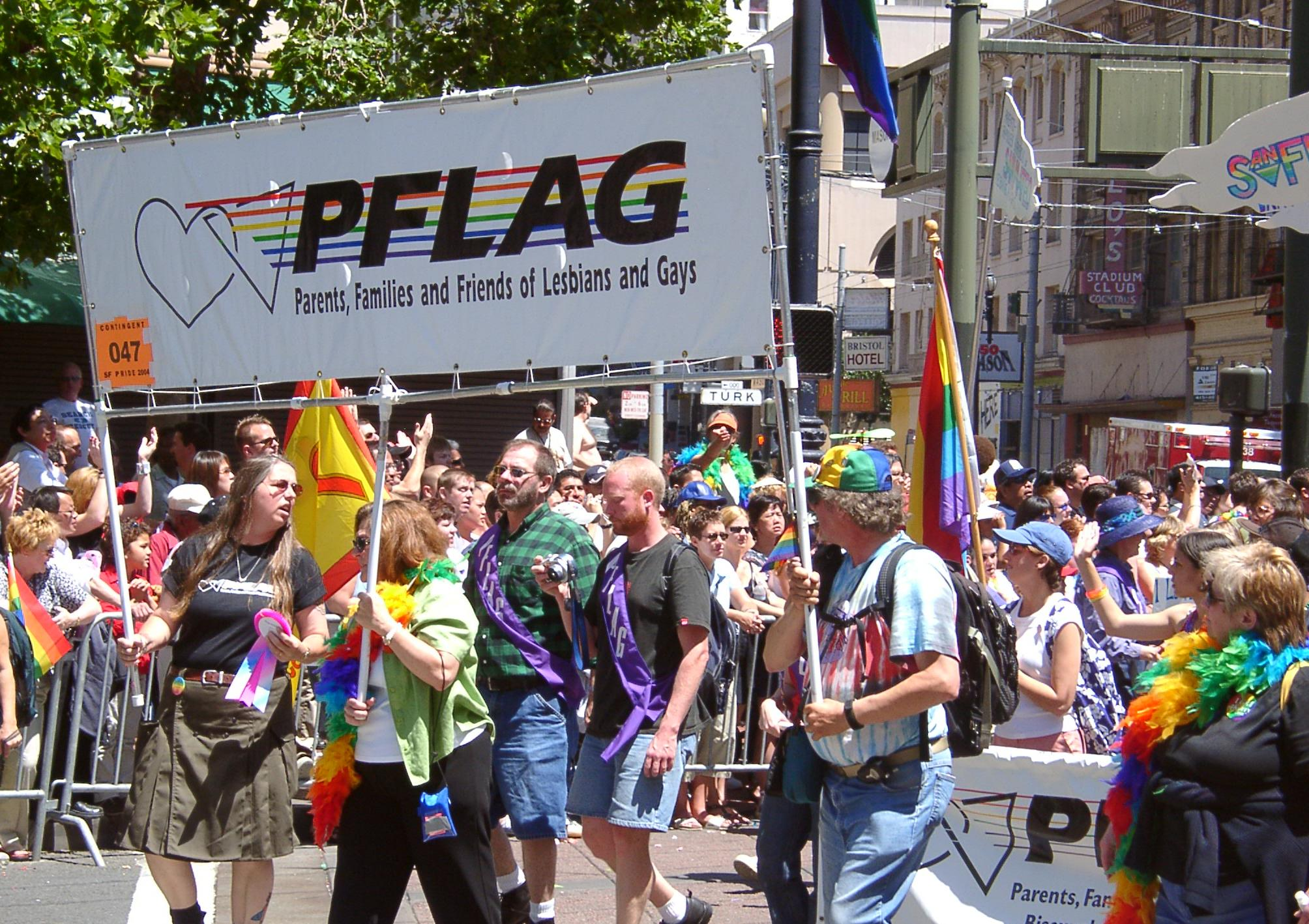
Колона PFLAG під час гей-парада в Сан-Франциско в 2004 році

У 1972 році Жанна Манфорд побачила в вечірніх телевізійних новинах, як її сина з кулаками і стусанами штовхають з ескалатора нью-йоркського готелю Хілтон під час демонстрації за права геїв, в той час як поліцейські просто стояли поруч і байдуже спостерігали з боку. Жанна розповідала: 
 "Звичайно, я знала, що Морті гей..., але він не хотів мені сказати про це. Я говорила, що люблю його і що все інше для мене не важливо. Спочатку була певна напруженість у відносинах. Він не вірив, що я зможу все зрозуміти і прийняти".

Обурена насильством і несправедливістю, вона пише листа до редакції «New York Post», і його публікують. Одна фраза з листа кидалася в очі: «Мій син гомосексуал, і я люблю його». Наступного дня Морті зателефонував їй і сказав: 
 "Не можу в це повірити: жодна мати ніколи не оголошувала всьому світу, що її син гей". 
 Ідея створення організації реалізується Жанною і Морті Манфорд, коли на щорічному  параді геїв в Нью-Йорку («Christopher Street Day») вони несли плакат із закликом: «Батьки геїв, об'єднуйтеся і підтримайте наших дітей». І те сприяння, яке їм було надано під час і після параду, надихнуло Жанну створити організацію для захисту ЛГБТ і їх сімей. Спочатку вона носила назву POG (Parents of Gays — батьки геїв), а потім перетворюється в PFLAG.
З тих пір чисельність PFLAG продовжує зростати, і зараз налічує майже 500 філій і близько 200 000 членів в основному в Сполучених Штатах, хоча філії організації існують також в 11 інших країнах світу.

## Заступники президента PFLAG
- 1981—1987 — Аделе Старр
- 1987—1988 — Елінор Левелен
- 1988—1992 — Паулетт Гудман
- 1992—1996 — Міці Хендерсон
- 1996—1998 — Ненсі Макдональд
- 1998—2000 — Павел Беєман
- 2000—2002 — Арнольд Дрейк
- 2002—2006 — Сем Торон
- 2006—2010 — Джон Р. Сепек
- 2010—2014 — Рабин Девід М. Горовиць
- 2014-теперішній час — Жан Ходжес

## За межами США
Організації з подібними цілями (а іноді й з аналогічною назвою) створюються за межами Сполучених Штатів після створення PFLAG у 1973 році, хоча більшість таких організацій не пов'язані між собою або з PFLAG США. Зовсім нещодавно, в червні 2008 року, Ву Юйцяном була створена організація PFLAG China у Гуанчжоу, Китайська Народна Республіка, після прийняття гомосексуальності її сина.

### Інші організації
- Техіла (Ізраїль)
- Сім'ї та друзі лесбійок та геїв (Велика Британія)
- PFLAG Canada (окремо виникла, так само названа)
- ls Quels (Бельгія)
- Сім'ї за сексуальне розмаїття (Латинська Америка)
- CONTACT (КОНТАКТ) (Франція)
- BEFAH (Німеччина)
- AGEDO (Італія)
- Асоціація батьків і матерів геїв та лесбійок (Іспанія)
- FELS (Швейцарія)
- PFLAG Vietnam (В'єтнам)
- PFLAG China (Китайська Народна Республіка)
- PFLAG в Австралії
- PFLAG Південна Африка
- PFLAG М'янма / Бірма
- ТЕРГО (Україна)

## PFLAG в культурі
Організація розміщена у телевізійному фільмі Молитви за Боббі, а також в Правда про Джейн.
PFLAG Canada підтримує вебсерію Out with Tad. Два головних героя, Роуз та її тато Натан, відвідують зустрічі PFLAG під час 2 та 3 сезону.
У американській версії Queer as Folk , персонажі Деббі Новотни та Дженніфер Тейлор є членами організації, де Деббі виступає в якості голови філії, і Дженніфер приєднується незабаром після з'ясування факту, що її син є геєм.
PFLAG National надавав підтримку «Degrassi High», коли шоу представило свого першого транс гендерного героя у 2010 році. Вона запропонувала сторінку спеціальних ресурсів для глядачів, які хотіли отримати більше інформації про трансгендерність.